# Balneari Montagut
El Balneari Montagut és un balneari al terme municipal de Campelles (Ripollès) catalogat a l'Inventari del Patrimoni Arquitectònic de Catalunya. Hi ha referències de banyistes del 1705. El balneari existia ja el 1720 amb el nom d'Hostal de Banys. El viatger J. Zamora parla de les fonts en uns escrits del 1787 queixant-se de l'estat de deixadesa en què es trobava l'indret. El 1870 es constitueix la primera pensió que s'ampliarà vers el 1880, amb les actuals ala nord i oest. L'ala Sud fou enderrocada i construïda de nou el 1914. L'edifici de banys, construït cap al 1878, està semi-enderrocat des del 1936.

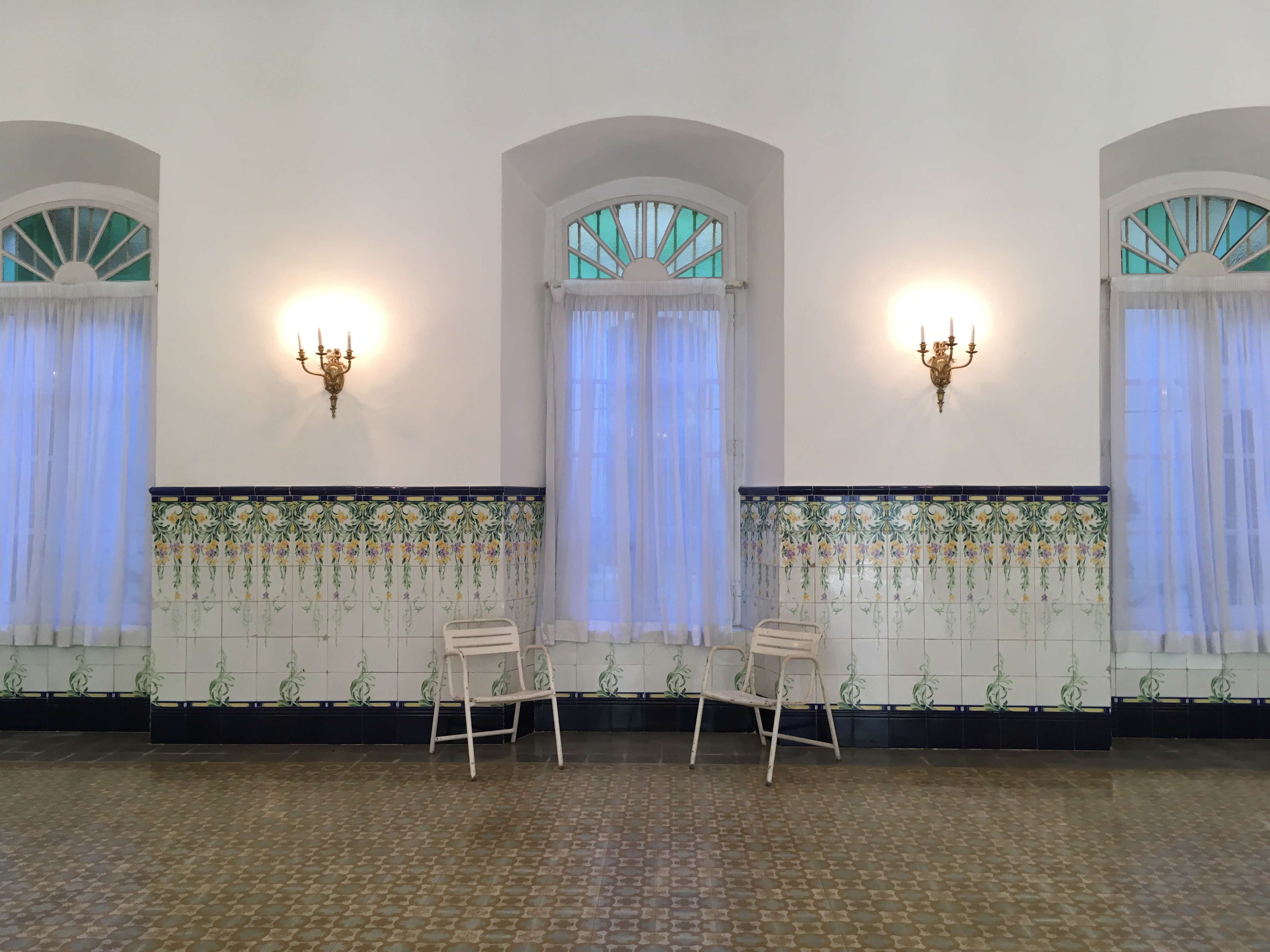
Detall interior de l'ala nord del Balneari Montagut

L'edifici té forma de U oberta cap a la carretera N-260, formada per una planta baixa i tres pisos, d'arquitectura vuitcentista, que té uns interessants interiors modernistes fruit de les reformes i construcció de l'ala sud el 1914. De la mateixa època és la capella annexa dedicada a la verge del Remei. A l'altre costat de la carretera i del riu Freser, ja en terme municipal de Ribes de Freser, un parc s'estén al llarg del riu amb instal·lacions esportives, fonts i passejos, restes de l'antic conjunt que constituïen amb l'edifici de banys de Ribes. El 1990, la carretera estatal N-260 va separar l'edifici principal de l'edifici de plataners, fet que va perjudicar greument al balneari. A data de 2020, fa més de 20 anys que roman tancat al públic, si bé els seus propietaris estan estudiant noves fórmules per fer el negoci viable de nou i tornar a obrir.